# Liste der Monuments historiques in Saint-Martin-des-Noyers
Die Liste der Monuments historiques in Saint-Martin-des-Noyers führt die Monuments historiques in der französischen Gemeinde Saint-Martin-des-Noyers auf.

## Liste der Bauwerke
| Bezeichnung      | Beschreibung                  | Standort | Kennzeichnung | Schutzstatus | Datum | Bild           |
| ---------------- | ----------------------------- | -------- | ------------- | ------------ | ----- | -------------- |
| Schloss La Grève | Erbaut im 15./16. Jahrhundert | (Lage)   | PA00110253    | Inscrit      | 1984  | weitere Bilder |

## Liste der Objekte
- Monuments historiques (Objekte) in Saint-Martin-des-Noyers in der Base Palissy des französischen Kultusministeriums